# Jeremi (komiks)
Jeremi (ang. Zits) – seria amerykańskich komiksów autorstwa Jerry'ego Scotta i ilustrowana przez Jima Borgmana. Po raz pierwszy został wydany w lipcu 1997 r.

## Albumy
- Zits: Sketchbook #1
- Growth Spurt: Sketchbook #2
  - Humongous Zits: A Zits Treasury
- Don't Roll Your Eyes At Me, Young Man!: Sketchbook #3
- Are We An "Us"?: Sketchbook #4
  - Big Honkin' Zits: A Zits Treasury
- Zits Unzipped: Sketchbook #5
- Busted!: Sketchbook #6
  - Zits Supersized: A Zits Treasury
- Road Trip!: Sketchbook #7
- Teenage Tales: Sketchbook #8
  - Random Zits: A Zits Treasury
- Thrashed: Sketchbook #9
- Pimp My Lunch: Sketchbook #10
  - Crack of Noon: A Zits Treasury
- Are We Out of the Driveway Yet?: Sketchbook #11
- Rude, Crude, and Tattooed: Sketchbook #12
  - Alternative Zits: A Zits Treasury
- Jeremy and Mom: A Zits Retrospective You Should Definitely Buy for Your Mom
- Pierced: A Zits Close-Up
  - My Bad: A Zits Treasury
- Lust and Other Uses for Spare Hormones: A Zits Look At Relationships
- A Zits Guide to Living With Your Teenager
- Jeremy & Dad: A ZITS Tribute-ish to Fathers and Sons
- You're Making That Face Again: Zits Sketchbook No. 13
- Zombie Parents and Other Hopes For A More Perfect World: Zits Sketchbook No. 14